# Se i rapper fossero noi
Se i rapper fossero noi è un singolo del rapper italiano Shade, pubblicato il 22 dicembre 2015 come primo estratto dell'album Clownstrofobia.
Il brano vede la collaborazione di Fred De Palma.

## Video musicale
Il video musicale è stato postato sul canale YouTube del rapper in concomitanza con la sua pubblicazione del brano.

## Tracce
Testi di Federico Palana, Vito Ventura, musiche di Roberto Fontana.
1. Se i rapper fossero noi (feat. Fred De Palma) – 3:09